# Łucznictwo na Letnich Igrzyskach Olimpijskich 1976

## Mężczyźni

### runda FITA – 90, 70, 50 i 30 m
| Lp. | Państwo           | Zawodnik          |
| --- | ----------------- | ----------------- |
| 1   | Stany Zjednoczone | Darrell Pace      |
| 2   | Japonia           | Hiroshi Michinaga |
| 3   | Włochy            | Giancarlo Ferrari |

## Kobiety

### runda FITA – 70, 60, 50 i 40 m
| Lp. | Państwo           | Zawodniczka        |
| --- | ----------------- | ------------------ |
| 1   | Stany Zjednoczone | Luann Ryon         |
| 2   | ZSRR              | Walentyna Kowpan   |
| 3   | ZSRR              | Zebiniso Rustamowa |